# Björn Kuipers
Björn Kuipers (Oldenzaal, 1973. március 28. –) holland nemzetközi labdarúgó-játékvezető. Polgári foglalkozása szerint szupermarket-tulajdonos. Ő vezette a 2020-as labdarúgó-Európa-bajnokság döntőjét, melyet 2021. július 11-én Londonban, a Wembley Stadionban játszottak.

## Pályafutása
A játékvezetést édesapjától örökölte. Feleségének nagyapja, Andries van Leeuwen nemzetközi játékvezetőként tevékenykedett. Játékvezetésből 1990-ben Zwollenben vizsgázott. Overijsse tartomány labdarúgó-szövetsége által üzemeltetett bajnokságokban kezdte sportszolgálatát. A KNVB Játékvezető Bizottsága (JB) minősítése alapján az Eerste Divisie, majd 2005-től az Eredivisie bírója és a küldési gyakorlat szerint rendszeres 4. bírói szolgálatot is végzett.
A Holland labdarúgó-szövetség JB terjesztette fel nemzetközi játékvezetőnek, a Nemzetközi Labdarúgó-szövetség (FIFA) 2006-tól tartja nyilván bírói keretében. A FIFA JB központi nyelvei közül a angolt és a németet beszéli. Több nemzetek közötti válogatott (Labdarúgó-világbajnokság, Labdarúgó-Európa-bajnokság, Konföderációs kupa), valamint Intertotó-kupa, UEFA-kupa, Európa-liga és UEFA-bajnokok ligája klubmérkőzést vezetett, vagy működő társának 4. bíróként segített. 2009-től az UEFA JB besorolta a kiemelt kategóriába. A holland nemzetközi játékvezetők rangsorában, a világbajnokság-Európa-bajnokság sorrendjében korábban az első helyet foglalta el 25 találkozó szolgálatával. Európában a legtöbb válogatott mérkőzést vezetők rangsorában többed magával, 32 (2007. október 17.–2016. június 21.) találkozóval tartják nyilván. Vezetett kupadöntők száma: 2.
A 2010-es labdarúgó-világbajnokságon, valamint a 2014-es labdarúgó-világbajnokságon a FIFA JB bíróként alkalmazta. 2012-ben a FIFA JB bejelentette, hogy a brazil labdarúgó-világbajnokság lehetséges játékvezetőinek átmeneti listájára jelölte. A kiválasztottak mindegyike részt vett több szakmai szemináriumon. Selejtező mérkőzéseket az UEFA zónában irányított.
A 2016-os labdarúgó-Európa-bajnokságon a C-csoportban ő vezette a német-lengyel találkozót a Stade de France-ban, valamint a D-csoport Horvátország–Spanyolország találkozóját a Stade Bordeaux-Atlantique-ban. A kontinenstornán még a Franciaország–Izland negyeddöntőn működött közre.
Az ezt követő években ő volt a játékvezetője a 2017-es U20-as labdarúgó-világbajnokság döntőjének és a 2018-as Európa-liga-döntőnek. Utóbbi találkozón az Atlético Madrid a Marseille-t győzte le, Kuipersnek ez volt a második nemzetközi kupadöntős megbízása, a 2014-es UEFA-bajnokok ligája-döntőt követően. Leo Horn (1957, 1962), Charles Corver (1978) és Dick Jol (2001) után Kuipers a negyedik holland játékvezető, aki rangos nemzetközi kupasorozat döntőjében bíráskodhatott.
A 2018-as labdarúgó-világbajnokságon a csoportmérkőzések során két találkozót vezetett, majd a nyolcaddöntőben ő fújta a sípot a Spanyolország–Oroszország mérkőzésen. A világbajnokság következő szakaszában a Svédország–Anglia mérkőzést vezette, a döntőben pedig negyedik számú játékvezetőként működött közre.
2021 tavaszán kisebb atrocitás alakult ki személye körül a Manchester City–Paris Saint-Germain Bajnokok Ligája-elődöntőt követően, miután a a francia csapat játékosai közül kiállította Ángel Di Maríát, Kuiperst pedig két PSG-játékos is azzal vádolta, hogy a pályán sértegette őket. Mauricio Pochettino, a párizsiak menedzsere nyomozásra szólította fel az UEFA-t az üggyel kapcsolatban a mérkőzést követően.
2021. július 11-én ő vezette az Európa-bajnokság döntőjét a Wembley Stadionban, amelyen Anglia és Olaszország mérkőzött meg.
| Időpont              | Helyszín                          | Mérkőzés típusa                     | Mérkőzés                                  | Eredmény | Nézők száma |
| -------------------- | --------------------------------- | ----------------------------------- | ----------------------------------------- | -------- | ----------- |
| 2008. október 15.    | Boris Paichadze Stadion, Tbiliszi | (2010 vb) előselejtező (8. csoport) | Grúzia–Bulgária                           | 0 – 0    | 35 250      |
| 2009. március 28.    | Qemal Stafa Stadion, Tirana       | (2010 vb) előselejtező (1. csoport) | Albánia–Magyarország                      | 0 – 1    | 12 000      |
| 2009. szeptember 9.  | Windsor Park Stadion, Belfast     | (2010 vb) előselejtező (3. csoport) | Észak-Írország–Szlovákia                  | 0 – 2    | 13 019      |
| 2012. szeptember 11. | Ernst Happel Stadion, Bécs        | (2014 vb) előselejtező (C. csoport) | Ausztria–Németország                      | 1 – 2    | 47 000      |
| 2013. március 22.    | Bilino Polje Stadion, Zenica      | (2014 vb) előselejtező (G. csoport) | Bosznia-Hercegovina–Görögország           | 3 – 1    | 11 000      |
| 2013. szeptember 6.  | Nemzeti Stadion, Varsó            | (2014 vb) előselejtező (H. csoport) | Lengyelország–Montenegró                  | 1 – 1    | 45 652      |
| 2013. október 15.    | Stade de Suisse, Bern             | (2014 vb) előselejtező (E. csoport) | Svájc–Szlovénia                           | 1 – 0    | 22 014      |
| 2013. november 19.   | Marcel Saupin Stadion, Nantes     | (2014 vb) rájátszás                 | Horvátország–Izland                       | 2 – 0    | 22 014      |
| 2014. június 14.     | Amazonia Stadion, Manaus          | előselejtező (C. csoport)           | Anglia–Olaszország                        | 1 – 2    | 39 800      |
| 2014. június 20.     | Fonte Nova Stadion, Salvador      | csoportmérkőzés (E. csoport)        | Svájci labdarúgó-válogatott–Franciaország | 2 – 5    | 51 003      |
| 2014. június 28..    | Maracanã Stadion, Rio de Janeiro  | egyik nyolcaddöntő                  | Kolumbia–Uruguay                          | 2 – 0    | 73 804      |

A 2006-os U17-es labdarúgó-Európa-bajnokságon az UEFA JB bíróként vette igénybe szolgálatát.
| Időpont         | Helyszín                            | Mérkőzés típusa              | Mérkőzés                                     | Eredmény |
| --------------- | ----------------------------------- | ---------------------------- | -------------------------------------------- | -------- |
| 2006. május 5.  | Alphonse Theis, Stadion, Hesperange | csoportmérkőzés (A. csoport) | Spanyolország–Oroszország                    | 3 – 0    |
| 2006. május 8.  | Josy Barthel Stadion, Luxembourg    | csoportmérkőzés (B. csoport) | Németország–Szerbia és Montenegró            | 4 – 0    |
| 2006. május 14. | Josy Barthel Stadion, Luxembourg    | döntő                        | Csehország–Orosz U17-es labdarúgó-válogatott | 2 – 2    |

A 2009-es U21-es labdarúgó-Európa-bajnokságon az UEFA JB hivatalnokként alkalmazta.
| Időpont          | Helyszín                 | Mérkőzés típusa              | Mérkőzés                                             | Eredmény | Nézők száma |
| ---------------- | ------------------------ | ---------------------------- | ---------------------------------------------------- | -------- | ----------- |
| 2009. június 18. | Ullevi Stadion, Göteborg | csoportmérkőzés (B. csoport) | Spanyolország–Anglia                                 | 0 – 2    | 16 123      |
| 2009. június 22. | Ullevi Stadion, Göteborg | csoportmérkőzés (B. csoport) | Finnország–Spanyolország U21-es labdarúgó-válogatott | 0 – 2    | 8093        |
| 2009. június 29. | Új Stadion, Malmö        | döntő                        | Németország–Angol U21-es labdarúgó-válogatott        | 4 – 0    | 18 769      |

A 2012-es labdarúgó-Európa-bajnokságon, valamint a 2016-os labdarúgó-Európa-bajnokságon az UEFA JB játékvezetőként foglalkoztatta. 2012-ben az UEFA JB a 12 fős játékvezetői keretbe delegálta. A nemzetközi torna előtt speciális felkészítő edzőtáborba vett részt. Elsőként 2012. január 30. - február 2. között, utána április végén a Varsóban folytatódott a felkészítés. A kontinensviadal történetében először,  meccsenként négy asszisztens (kettő partbíró, kettő gólvonalbíró) valamint a 4. bíró segítette a munkáját,.
| Időpont             | Helyszín                            | Mérkőzés típusa                     | Mérkőzés                                                  | Eredmény | Nézők száma |
| ------------------- | ----------------------------------- | ----------------------------------- | --------------------------------------------------------- | -------- | ----------- |
| 2010. szeptember 3. | Skonto Stadion, Riga                | (2012 eb) előselejtező (F. csoport) | Litvánia–Horvátország                                     | 0 – 3    | 7600        |
| 2011. március 29.   | Windsor Park Stadion, Belfast       | (2012 eb) előselejtező (C. csoport) | Északír labdarúgó-válogatott–Szlovén labdarúgó-válogatott | 0 – 0    | 14 200      |
| 2011. október 7.    | Liberty Stadion, Swansea            | (2012 eb) előselejtező (G. csoport) | Wales–Svájci labdarúgó-válogatott                         | 2 – 0    | 12 317      |
| 2011. november 15.  | Városi Stadion, Dublin              | (2012 eb) helyosztó                 | Írország–Észtország                                       | 1 – 1    | 51 151      |
| 2012. június 10.    | Városi Stadion, Poznań              | csoportmérkőzés (C. csoport)        | Ír labdarúgó-válogatott–Horvát labdarúgó-válogatott       | 1 – 3    | 43 090      |
| 2012. június 15.    | Donbasz Stadion, Doneck             | csoportmérkőzés (D. csoport)        | Ukrajna–Francia labdarúgó-válogatott                      | 0 – 2    | 48 000      |
| 2014. október 9.    | Štadión pod Dubňom, Zsolna          | (2016 eb) előselejtező (C. csoport) | Szlovák labdarúgó-válogatott–Spanyolország                | 2 – 1    | 9478        |
| 2014. november 16.  | Giuseppe Meazza Stadion, Milánó     | (2016 eb) előselejtező (H. csoport) | Olasz labdarúgó-válogatott–Horvát labdarúgó-válogatott    | 1 – 1    | 63 222      |
| 2015. június 13.    | Parken Stadion, Koppenhága          | (2016 eb) előselejtező (I. csoport) | Dánia–Szerbia                                             | 2 – 0    | 35 648      |
| 2015. szeptember 7. | Hampden Park, Glasgow               | (2016 eb) előselejtező (D. csoport) | Skócia–Német labdarúgó-válogatott                         | 2 – 3    | 50 737      |
| 2015. október 9.    | Stožice Stadion, Ljubljana          | (2016 eb) előselejtező (E. csoport) | Szlovén labdarúgó-válogatott–Litván labdarúgó-válogatott  | 1 – 1    | 10 498      |
| 2016. június 16.    | Stade de France, Saint-Denis        | csoportmérkőzés (C. csoport)        | Német labdarúgó-válogatott–Lengyel labdarúgó-válogatott   | 0 – 0    | 73 648      |
| 2016. június 21.    | Stade Bordeaux-Atlantique, Bordeaux | csoportmérkőzés (D. csoport)        | Horvát labdarúgó-válogatott–Spanyol labdarúgó-válogatott  | 2 – 1    | 37 245      |
| 2016. július 3.     | Stade de France, Saint-Denis        | egyik negyeddöntő                   | Francia labdarúgó-válogatott–Izlandi labdarúgó-válogatott | 5 – 2    | 76 833      |

A 2013-as konföderációs kupán a FIFA JB hivatalnoki feladatokkal bízta meg.
| Időpont          | Helyszín                                      | Mérkőzés típusa              | Mérkőzés                              | Eredmény | Nézők száma |
| ---------------- | --------------------------------------------- | ---------------------------- | ------------------------------------- | -------- | ----------- |
| 2013. június 20. | Octávio Mangabeira Stadion, Salvador da Bahia | csoportmérkőzés (B. csoport) | Nigéria–Uruguayi labdarúgó-válogatott | 1 – 2    | 26 769      |
| 2013. június 30. | Maracanã Stadion, Rio de Janeiro              | döntő                        | Brazília–Spanyol labdarúgó-válogatott | 3 – 0    | 73 531      |

Az UEFA JB küldésére vezette az UEFA-bajnokok ligája mérkőzéseket, a 2014-es döntőt. A 60. játékvezető – az 5. holland – aki UEFA-bajnokok ligája döntőt vezetett.
| Időpont            | Helyszín                        | Mérkőzés típusa        | Mérkőzés                          | Eredmény | Nézők száma |
| ------------------ | ------------------------------- | ---------------------- | --------------------------------- | -------- | ----------- |
| 2009. november 24. | Puskás Ferenc Stadion, Budapest | selejtező (E. csoport) | Debreceni VSC–Liverpool FC        | 0 – 1    | 41 500      |
| 2014. május 24.    | Estádio da Luz, Lisszabon       | döntő                  | Real Madrid CF–Atlético de Madrid | 4 – 1    | 60 976      |

Az UEFA JB küldésére vezette az Európa-liga mérkőzéseket, a 2013-as döntőt.
| Időpont             | Helyszín                      | Mérkőzés típusa                    | Mérkőzés                            | Eredmény |        |
| ------------------- | ----------------------------- | ---------------------------------- | ----------------------------------- | -------- | ------ |
| 2006. augusztus 24. | Letzigrund Stadion, Zürich    | második selejtezőkör (2. mérkőzés) | Grasshopper Club Zürich–Videoton FC | 2 – 0    |        |
| 2007. augusztus 16. | HSH Nordbank Stadion, Hamburg | második selejtezőkör (2. mérkőzés) | Hamburger SV–Budapest Honvéd FC     | 0 – 0    |        |
| 2013. május 15.     | Amsterdam ArenA, Amszterdam   | döntő                              | SL Benfica–Chelsea FC               | 1 – 2    | 46 163 |

Az UEFA JB küldésére vezette az UEFA-szuperkupa döntőt.
| Időpont             | Helyszín                  | Mérkőzés típusa | Mérkőzés              | Eredmény | Nézők száma |
| ------------------- | ------------------------- | --------------- | --------------------- | -------- | ----------- |
| 2011. augusztus 26. | II. Lajos Stadion, Monaco | döntő           | FC Barcelona–FC Porto | 2 – 0    | 18 048      |

Az UEFA JB küldésére játékvezetőként tevékenykedett az Intertotó-kupa találkozón.
| Időpont          | Helyszín          | Mérkőzés típusa          | Mérkőzés                         | Eredmény |
| ---------------- | ----------------- | ------------------------ | -------------------------------- | -------- |
| 2008. július 19. | UPC Stadion, Graz | 3. forduló (1. mérkőzés) | SK Sturm Graz–Budapest Honvéd FC | 0 – 0    |

A FIFA JB küldésére a  2010-es FIFA-klubvilágbajnokságon bíróként szolgált.
| Időpont            | Helyszín                              | Mérkőzés típusa | Mérkőzés                    | Eredmény | Nézők száma |
| ------------------ | ------------------------------------- | --------------- | --------------------------- | -------- | ----------- |
| 2010. december 14. | Mohammed Bin Zayed Stadion, Abu-Dzabi | egyik elődöntő  | TP Mazembe–SC Internacional | 2 – 0    | 22 131      |